# Sudamerica (animal)
Sudamerica (en referencia a su procedencia geográfica), es un género extinto de mamífero del suborden extinto Gondwanatheria que vivió en la Patagonia argentina durante el Paleoceno, poco después de la llamada "Era de los reptiles".
Muy similar a Gondwanatherium, este género poseía dientes de corona alta, los cuales serían útiles para comer pastos. Dado que no hay evidencia de pastizales en Sudamérica hasta épocas posteriores, estos dientes debieron haber sido efectivos para procesar otros tipos de comida.

## Clasificación
El espécimen tipo de Sudamerica ameghinoi fue descubierto en Punta Peligro, Argentina en depósitos que datan de principios del período Paleoceno. En 1999, se halló una mandíbula inferior (dentario) casi completa.
El género y la especies fueron nombrados por Scillato-Yané y R. Pascual en 1984. El género fue también conocido por el sinónimo más moderno Sudamericana. La posición de los gondwanaterios dentro de la clase Mammalia aún no es clara.